# Іван Вишневецький
Вишневецький Іван Михайлович гербу Корибут (1490—1543) — руський князь і магнат, державний діяч Великого князівства Литовського. Батько Дмитра-Байди Вишневецького.

## Життєпис
Син князя Михайла Васильовича Вишневецького (1475–1512). Здобув класичну освіту. Отримав військовий досвід під орудою батька. Разом з ним і братом Олександром в 1512 розбив кримськотатарську орду під Лопушним.
Активно розширював свої володіння, здебільшого на Волині та Білорусі. Процес припав на період між 1511 та 1532 (отримував у вигляді надань, найперше — від короля Сигізмунда I Старого), захоплював силою, купував.
З 1533 року був старостою ейшишським і ворнянським, у 1536–1543 — старостою чечерським, з 1541 року — канівським та черкаським, з 1556-го — пропойським (того року згаданий також старостою чечерським). Земський «попис» зобов'язував його виставляти 14 озброєних вершників.
Брав участь у Стародубській війні. У 1534 році разом з володимирським старостою Федором Сангушком сплюндрував Смоленську землю, завдавши значної шкоди московитянам. Після цього рушив до Могильова, де з'єднав з великим гетьманом литовським Юрієм Радзивіллом. По укладенню миру 1536 року повернувся до своїх володінь.
Після смерті Костянтина Острозького став одним з організаторів оборони Волині від нападів татар. Зокрема, з цією метою очолював мобілізацію шляхти 1534, 1538 та 1540.
Після смерті у 1543 році похований у Києво-Печерській лаврі.

## Меценатство
Фінансував діяльність декількох Київських святинь, серед яких Михайлівський собор та Києво-Печерська Лавра. Також відомий тим, що фундував Вознесенську замкову церкву (1530 рік), яка, хоча й невелика, проте відома своє акустикою та двома старовинними іконами Пресвятої Богородиці, що були виконані у староруському (староукраїнському) та візантійському стилях.

## Родина
Перша дружина — Анастасія Олізарович — донька Семена Олізаровича з роду київських бояр, вдова князя Івана Сангушка-Ковельського. Діти:
- Катерина, дружина великого гетьмана литовського, київського воєводи Григорія Ходкевича;
- Дмитро «Байда»;
- Андрій;
- Костянтин.

Друга дружина — Марія Магдалена, донька Йована Бранковича, деспота сремського та Єлени Якшич. 
Діти:
- Олександра, дружина маршалка господарського Івана Шимковича[7], а пізніше Миколая VII Радзивілла;
- Сигізмунд.